# Terremoto de Morón de 2008
El terremoto de Morón de 2008 ocurrió el 2 de octubre de 2008 en la localidad andaluza de Morón de la Frontera y afectó principalmente a las provincias de Sevilla, Cádiz, Córdoba, Málaga y Jaén. El sismo de 5 segundos de duración ocurrió a las 6:02 de la mañana (hora local) y tuvo una magnitud de 4,7 grados en la escala de Richter. En los supermercados las mercaderías quedaron en el suelo y las casas más antiguas se agrietaron. Se reportaron dos réplicas del sismo, la más fuerte de ellas alcanzó los 3,8 grados.